# Schismatogobius roxasi
Schismatogobius roxasi es una especie de pez de la familia de los Gobiidae en el orden de los Perciformes.

## Morfología
Los machos pueden llegar a alcanzar los 4,6 cm de longitud total.

## Hábitat
Es un pez  de clima tropical y demersal.

## Distribución geográfica
Se encuentran en las Islas Ryukyu

## Observaciones
Es inofensivo para los humanos. 